# Zona metropolitana de Matamoros-Brownsville

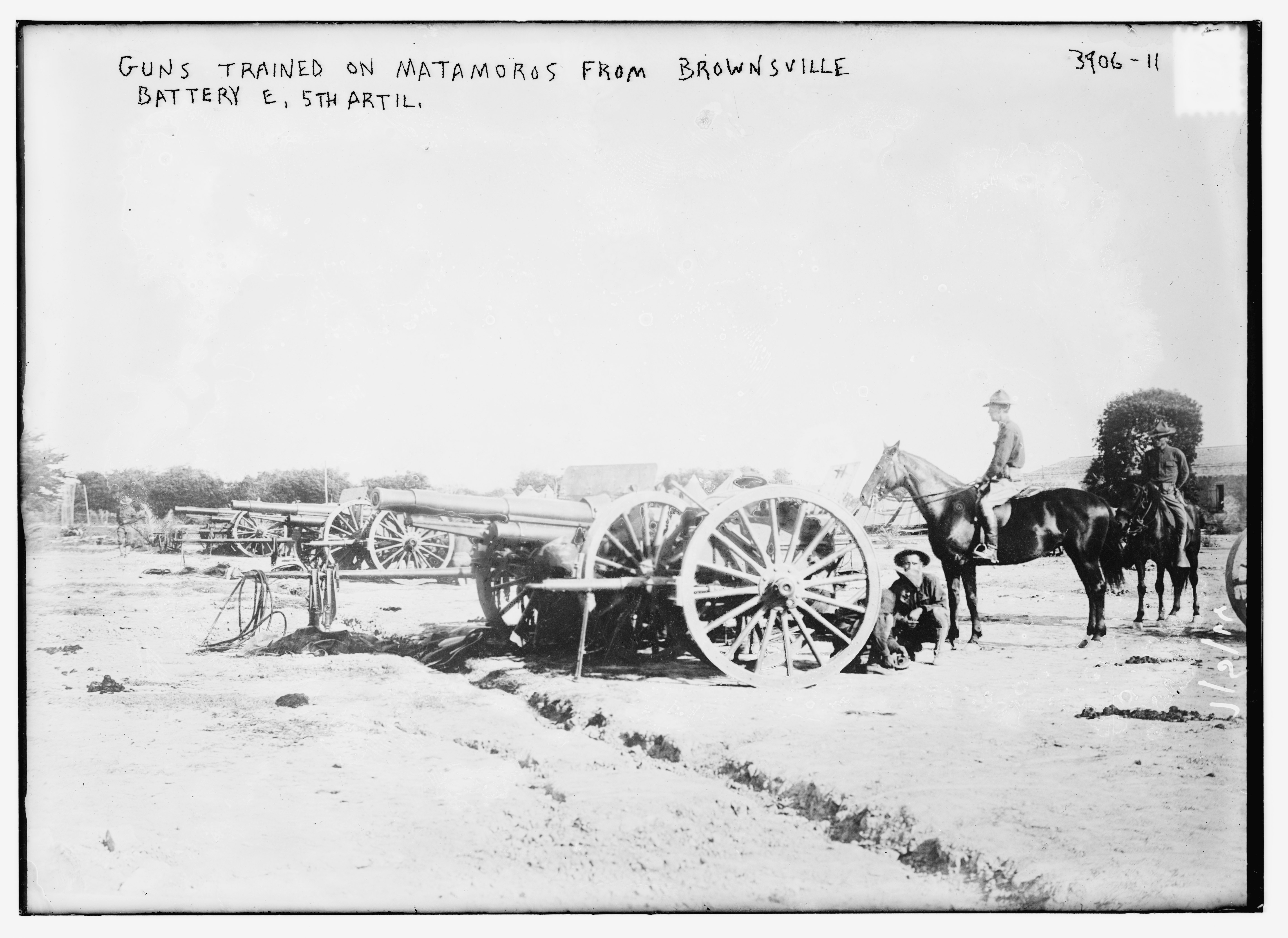
Pintura que representa cañones disparando en la zona metropolitana de Matamoros-Brownsville.

La Zona Metropolitana de Matamoros–Brownsville, también conocido como Brownsville–Matamoros, o sencillamente como el Borderplex, es una de las seis áreas metropolitanas binacionales a lo largo de la frontera México–Estados Unidos. La ciudad de Matamoros está situada en el estado mexicano de Tamaulipas, en el banco del sur del Río Grande (Río Bravo), mientras la ciudad de Brownsville está localizada en el estado americano de Texas, directamente al norte a través del banco del Rio Grande. La Zona Metropolitana de Matamoros@–Brownsville está conectada por cinco puentes internacionales (4 vehiculares y 1 ferroviario). Además, esta área conurbada trasnacional tiene una población de 1,136,995, haciéndolo la 4.ª área metropolitana más grande en la frontera México-EE. UU.
El Zona Metropolitana de Matamoros@–Brownsville se encuentra entre las diez primeras áreas urbanas de más rápido crecimiento en los Estados Unidos. Las zonas metropolitanas de Brownsville@–Harlingen y Brownsville@–Harlingen@–Raymondville están incluidas en la cuenta atrás oficial de esta conurbación trasnacional.

## Municipios/Condados
- México Matamoros Municipality
- Estados Unidos Cameron County, Texas
- Estados Unidos Willacy County, Texas

## Comunidades
Nota: Las principales ciudades están en negritas.

### Ciudades en México
- Heroica Matamoros, Tamaulipas

### Poblaciones
Nota: Dentro del municipio de Matamoros. 
- Control
- Estación Ramírez
- Buena Vista
- Las Rusias
- Santa Adelaida
- La Gloria
- Sandoval
- México Agrario
- 20 de Noviembre
- Ignacio Zaragoza
- Unión

### Pueblos
- Encima 468 pueblos municipales.[10][11][12]

### Ciudades en los Estados Unidos de América
- Brownsville
- Harlingen
- La Feria
- Los Fresnos
- Lyford
- Palm Valley
- Port Isabel
- Raymondville
- Río Hondo
- San Benito
- San Perlita

### Pueblos
- Bayview
- Combes
- Indian Lake
- Laguna Vista
- Los Indios
- Primera
- Rancho Viejo
- Santa Rosa
- South Padre Island

### Villas
- Rangerville

### Censo-designó sitios
| - Arroyo Alto - Arroyo Colorado Estates - Arroyo Gardens - Bausell and Ellis - Bixby - Bluetown - Cameron Park - Chula Vista - Del Mar Heights - El Camino Angosto - Encantada-Ranchito-El Calaboz - Grand Acres - Green Valley Farms - Iglesia Antigua - Juárez - La Feria North - La Paloma - La Tina Ranch - Lago - Laguna Heights - Las Palmas II - Lasana - Lasara | - Laureles - Los Angeles Subdivision - Lozano - Lyford South - Olmito - Orason - Port Mansfield - Ranchette Estates - Ratamosa - Reid Hope King - San Pedro - Santa Maria - Santa Mónica - Sebastian - Solis - South Point - Tierra Bonita - Villa del Sol - Villa Pancho - Willamar - Yznaga - Zapata Ranch |